# Госфред III (граф Руссильона)
Госфред III (ок. 1103—1164) — граф Руссильона с 1113.
Сын и наследник Жирара I.
Когда его отец был убит, Госфреду было около 10 лет, и до 1121 регентом графства был его дядя Арнольд Госфред.
Исторических сведений о Госфреде III сохранилось мало. Он враждовал с Транкавелями — виконтами Безье (родственниками его жены), дружил с графами Ампуриаса.
Был сюзереном трубадура Беренкьера де Палазоля.
Жена — Эрменгарда, дочь виконта Бернара Атона IV. Сын — Жирар II, граф Руссильона с 1164 года.